# Veikkausliiga de 2015
A Veikkausliiga de 2015 foi a octogésima quinta edição da principal divisão do futebol finlandês. A disputa apresentou um regulamento semelhante dos anos anteriores, sendo composta por três turnos de pontos corridos.
O título desta edição ficou com o Seinäjoen JK, obtido por um ponto de vantagem em relação ao segundo colocado, o RoPS. Este foi o primeiro título da equipe em toda a história da competição, que também conquistou uma vaga para a Liga dos Campeões. O pódio, por sua vez, foi completado por Helsingin JK. O segundo e o terceiro colocados conquistaram as vagas para a Liga Europa do ano seguinte. A última vaga para esta competição internacional ficou com o IFK Mariehamn, detentor do título da Copa da Finlândia.
Na mesma partida que determinou o campeão, o perdedor foi desqualificado do primeiro escalão, o FF Jaro. Já o KTP se beneficiou da derrota do adversário; contudo, foi derrotado nos play-offs e desqualificado para a Ykkönen de 2016.

## Classificação
| Pos. | Equipes       | P  | J  | V  | E  | D  | GP | GC | SG  | Classificação ou rebaixamento                               |
| ---- | ------------- | -- | -- | -- | -- | -- | -- | -- | --- | ----------------------------------------------------------- |
| 1    | Seinäjoen JK  | 60 | 33 | 18 | 6  | 9  | 50 | 22 | +28 | Campeão e classificado para a Liga dos Campeões de 2016–17. |
| 2    | RoPS          | 59 | 33 | 17 | 8  | 8  | 44 | 29 | +15 | Classificado para a Liga Europa da UEFA de 2016–17.         |
| 3    | HJK           | 58 | 33 | 16 | 10 | 7  | 45 | 30 | +15 | Classificado para a Liga Europa da UEFA de 2016–17.         |
| 4    | Inter Turku   | 49 | 33 | 13 | 10 | 10 | 45 | 34 | +11 |                                                             |
| 5    | Lahti         | 48 | 33 | 12 | 12 | 9  | 38 | 36 | +2  |                                                             |
| 6    | IFK Mariehamn | 45 | 33 | 11 | 12 | 10 | 30 | 36 | −6  | Classificado para a Liga Europa da UEFA de 2016–17.         |
| 7    | HIFK          | 43 | 33 | 10 | 13 | 10 | 42 | 42 | 0   |                                                             |
| 8    | Ilves         | 40 | 33 | 11 | 7  | 15 | 32 | 48 | −16 |                                                             |
| 9    | KuPS          | 38 | 33 | 9  | 11 | 13 | 32 | 40 | −8  |                                                             |
| 10   | VPS           | 33 | 33 | 8  | 9  | 16 | 36 | 43 | −7  |                                                             |
| 11   | KTP           | 32 | 33 | 7  | 11 | 15 | 27 | 44 | −17 | Play-offs de rebaixamento.                                  |
| 12   | FF Jaro       | 29 | 33 | 6  | 11 | 16 | 27 | 43 | −16 | Rebaixado para a Ykkönen de 2016.                           |

- Fonte: Veikkausliiga.com

## Play-offsde rebaixamento

### Jogo de ida
| 28 de outubro | PK-35 Vantaa | 0 – 0     | KTP | Myyrmäen jalkapallostadion, Vantaa |
|               |              | Relatório |     | Público: 2 050 Árbitro: Mikko Mörö |

### Jogo de volta
| 31 de outubro | KTP                                            | 2 – 3     | PK-35 Vantaa                                                         | Arto Tolsa Areena, Kotka                 |
|               | Ilari Äijälä 72' (pen) · Samuli Kaivonurmi 76' | Relatório | Lucas García 24' · Giorgi Ositashvili 39' (g.c.) · Pablo Couñago 64' | Público: 3 470 Árbitro: Ville Nevalainen |